# Hackeriana elegantula
Hackeriana elegantula är en insektsart som beskrevs av Evans 1969. Hackeriana elegantula ingår i släktet Hackeriana och familjen dvärgstritar. Inga underarter finns listade i Catalogue of Life.